# Nauroth
Nauroth là một đô thị thuộc huyện Altenkirchen, trong bang Rheinland-Pfalz, phía tây nước Đức. Đô thị Nauroth có diện tích 6,86 km², dân số thời điểm ngày 31 tháng 12 năm 2006 là 1133 người.